# プロテインホスファターゼ
プロテインホスファターゼ（Protein phosphatase:略号PP）あるいは蛋白質ホスファターゼ（たんぱくしつホスファターゼ）は、リン酸化された蛋白質のリン酸基を加水分解により脱離（脱リン酸化）させる酵素。蛋白質のリン酸化は蛋白質の翻訳後修飾のうち最も多く見られるもので、特に細胞内シグナル伝達に関与する蛋白質に多く、これらはリン酸化の有無によりスイッチとして働く。また酵素の活性がリン酸化により調節される例も多い。蛋白質はプロテインキナーゼによりリン酸化される。プロテインホスファターゼは脱リン酸化を行い、プロテインキナーゼの逆の機能を果たす。
プロテインホスファターゼは、構造および機能により次のように分類される。
- 蛋白質セリン／スレオニンホスファターゼ - リン酸化されたセリンまたはスレオニンを基質とする。
  - リン蛋白質ホスファターゼ（Phosphoprotein phosphatase：PPP）ファミリー - PP1、PP2A、PP2B、PP4、PP5、PP6、PP7に分けられる。
  - マグネシウム／マンガン依存性蛋白質ホスファターゼ（Protein phosphatase Mg2+- or Mn2+-dependent：PPM）ファミリー - PP2C、ピルビン酸デヒドロゲナーゼホスファターゼ等を含む。
- 蛋白質チロシンホスファターゼ（Protein tyrosine phosphatase：PTP）スーパーファミリー - リン酸化されたチロシンを基質とするが、基質特異性が広くセリン・スレオニンも基質とするものもある。
- 蛋白質アスパラギン酸ホスファターゼ